# Monodelphis adusta
Monodelphis adusta is een zoogdier uit de familie van de opossums (Didelphidae). De wetenschappelijke naam van de soort werd voor het eerst geldig gepubliceerd door Thomas in 1897.

## Voorkomen
De soort komt voor in oostelijk Panama, Colombia, Ecuador, Peru en Bolivia.